# Voọc đen má trắng
Voọc đen má trắng (danh pháp hai phần: Trachypithecus francoisi) là loài vật đặc trưng của nhóm voọc, thuộc bộ Linh trưởng Tuy nhiên đây cũng là loài voọc ít được nghiên cứu nhất.
Loài voọc này sống ở tây nam Trung Quốc và đông bắc Việt Nam. Trước năm 1990, voọc đen má trắng có mặt tại 23 nước với tổng số lượng là 2.000-2.500 cá thể.  Ước đoán hiện nay chỉ còn dưới 500 con ở Việt Nam và 1.400-1.650 ở Trung Quốc. Ngoài ra có khoảng 60 con ở các vườn thú Bắc Mỹ.

## Hình ảnh

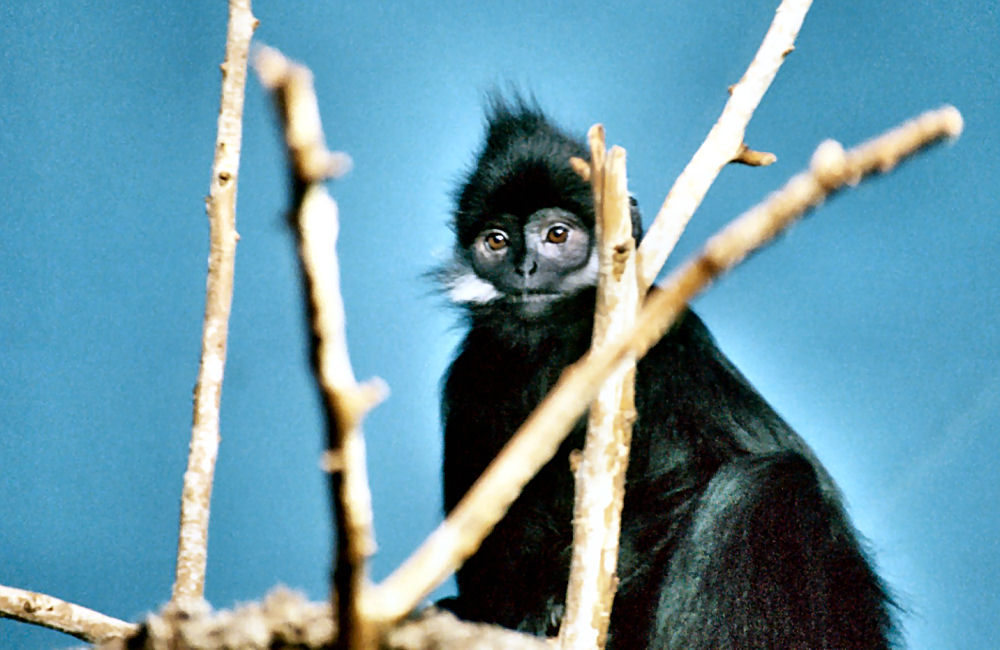
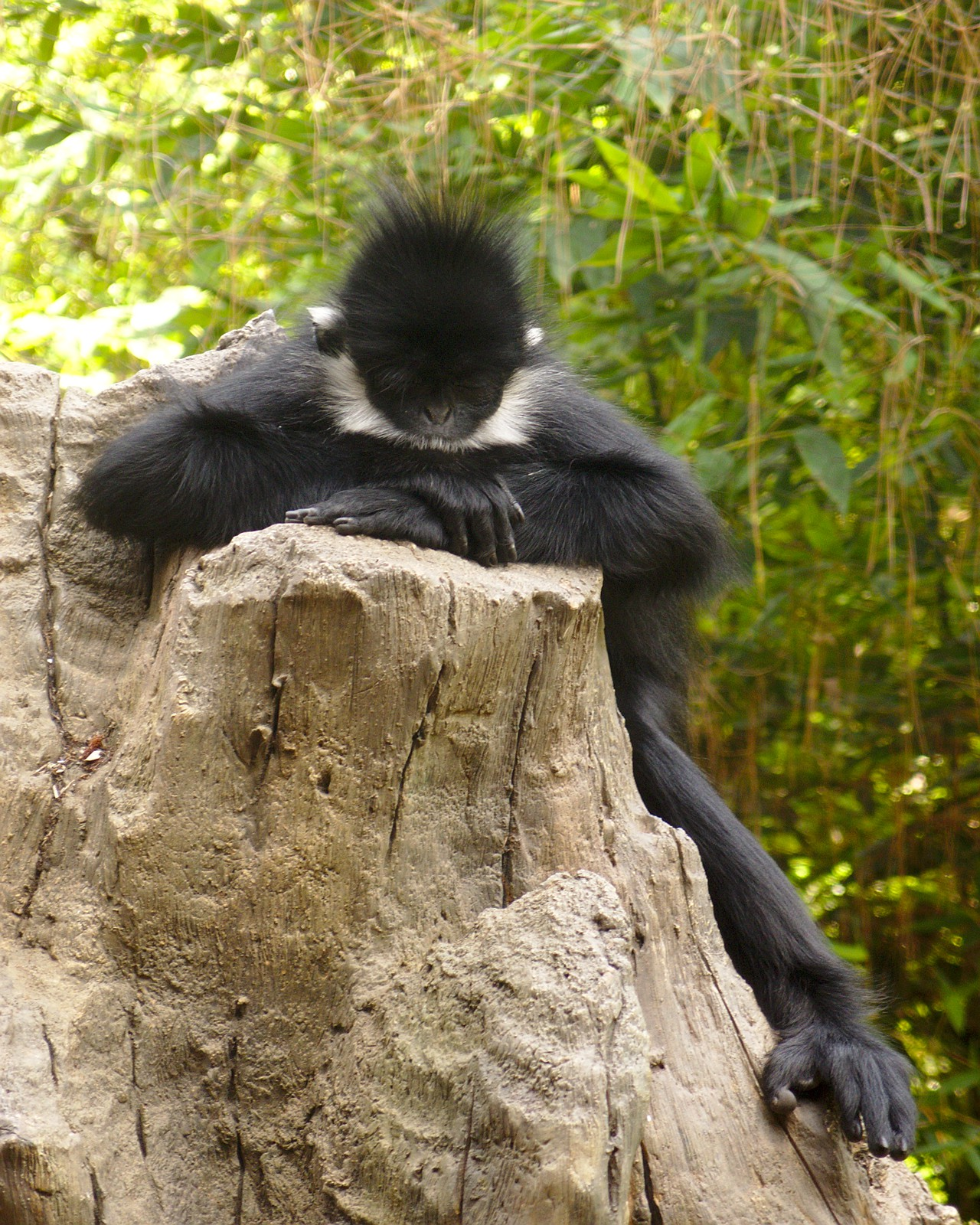
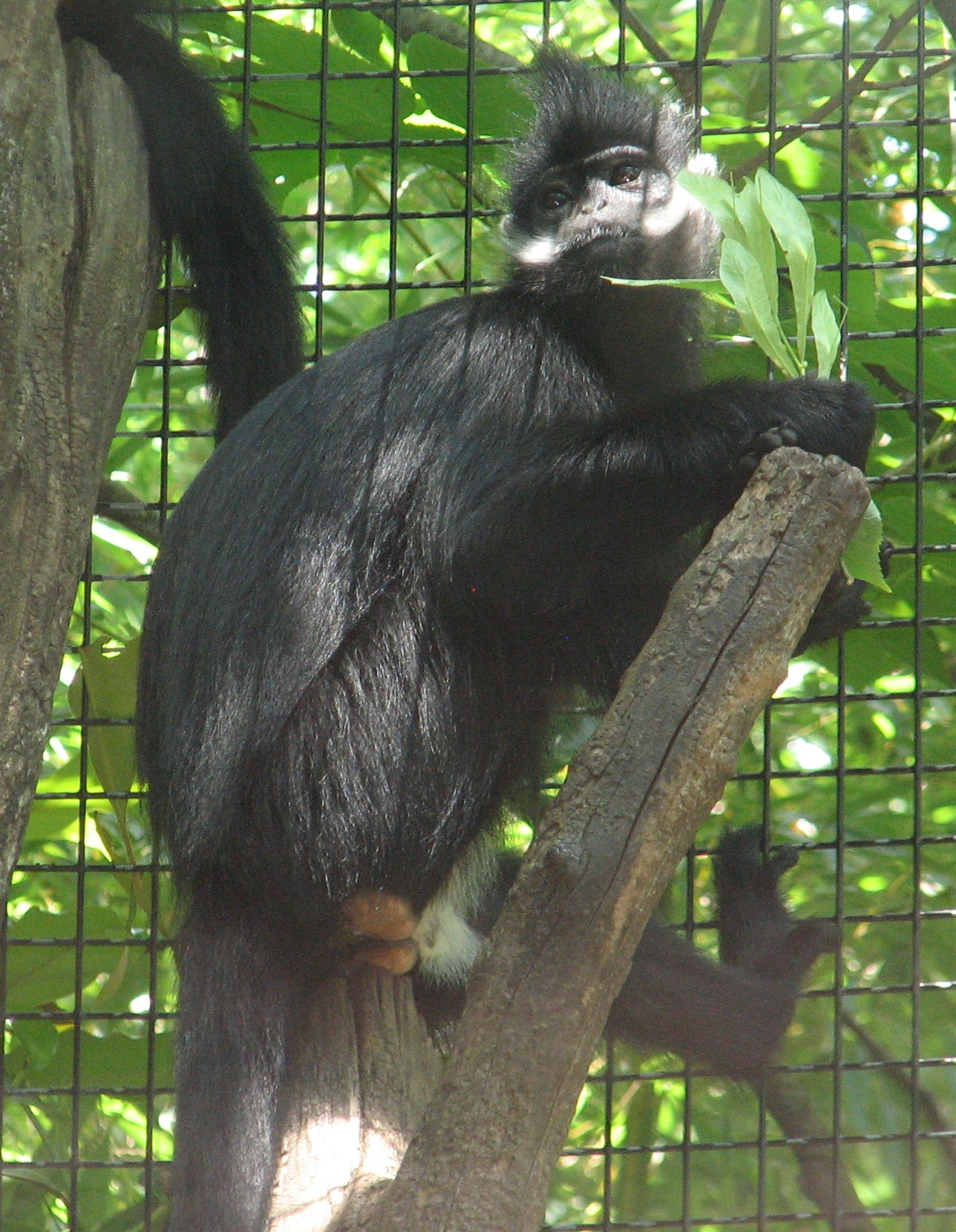
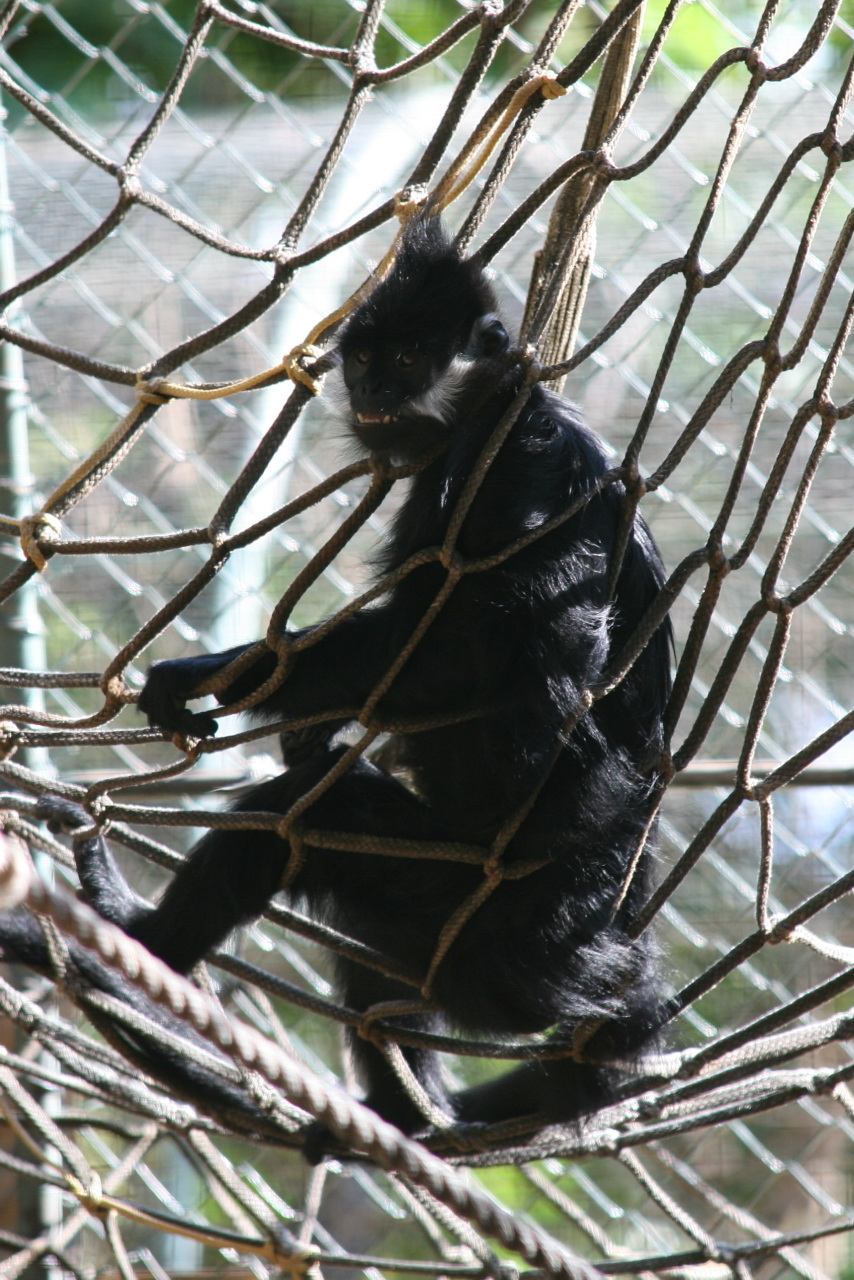